# للصبر حدود

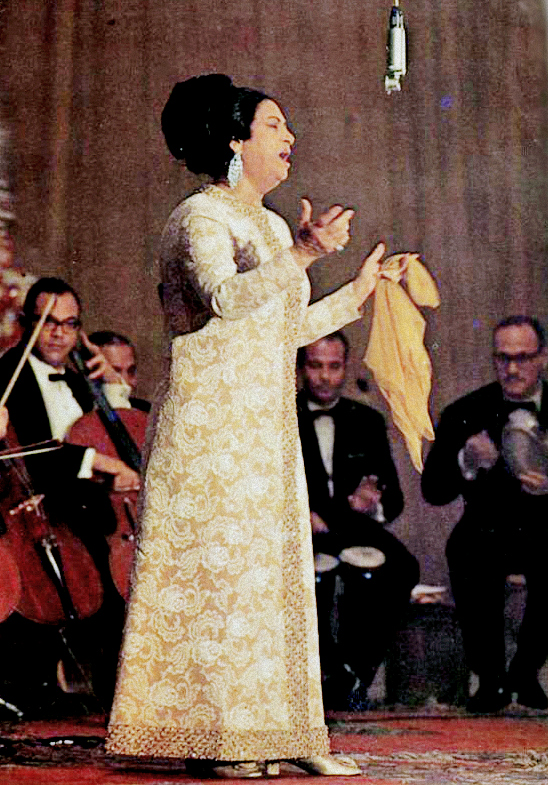
ام كلثوم

- كلمات: عبد الوهاب محمد
- الحان: محمد الموجى
- غناء: ام كلثوم
- إنتاج: 1964
- كلمات الأغنية:

ماتصبرنيش بوعود
وكلام معسول وعهود
انا ياما صبرت زمان
على نار وعذاب وهوان
وهي غلطة ومش ح تعود
ولو ان الشوق موجود
وحنيني اليك موجود
انما للصبر حدود ... يا حبيبي
صبرني الحب كتير
وداريت في القلب كتير
ورضيت عن ظلمك لكن
كل ده كان له تأثير
والقرب أساه وراني
البعد ارحم بكتير
ولقيتني وانا باهواك
خلصت الصبر معاك
وبأملي اعيش ولو انه
ضيع لي سنين في هواك
واهي غلطه ومش ح تعود
اكتر من مره عاتبتك
واديت لك وقت تفكر
كان قلبي كبير بيسامحك
انما كان غدرك أكبر
أكبر من طيبة قلبي
أكبر من طولة بالي
أكبر من قوة حبي
مع كل الماضي الغالي
ولقيتني وانا بهواك
خلصت الصبر معاك
وبأملي باعيش ولو انه
ضيع لي سنين في هواك
واهي غلطة ومش ح تعود
ماتصبرنيش ما خلاص
انا فاض بيه ومليت
بين لي أنت الإخلاص
وانا اضحي مهما قاسيت
دامفيش في الدنيا غرام
بيعيش كده ع الأوهام
والحب الصادق عمره
عمره مايحتاج لكلام
ولقيتني وانا بهواك
خلصت الصبر معاك
وباملي باعيش ولو انه
ضيع لي سنين في هواك
واهي غلطه ومش ح تعود
ولو ان الشوق موجود
وحنيني اليك موجود
انما للصبر حدود ياحبيبي